# Halowe Mistrzostwa Azji w Lekkoatletyce 2023
10. Halowe Mistrzostwa Azji w Lekkoatletyce – zawody lekkoatletyczne, które odbyły się w dniach 10-12 lutego 2023 w Astanie.

## Rezultaty

### Mężczyźni
| Konkurencja               | 1. miejsce                                                                        | Wynik     | 2. miejsce                                                                                      | Wynik     | 3. miejsce                                                                                       | Wynik     |
| ------------------------- | --------------------------------------------------------------------------------- | --------- | ----------------------------------------------------------------------------------------------- | --------- | ------------------------------------------------------------------------------------------------ | --------- |
| Bieg na 60 m              | Imranur Rahman                                                                    | 6,59      | Shak Kam Ching                                                                                  | 6,65      | Ryōta Suzuki                                                                                     | 6,66      |
| Bieg na 400 m             | Ammar Ismail Yahia Ibrahim                                                        | 46,25     | Michaił Litwin                                                                                  | 46,39     | Fan Tianrui                                                                                      | 47,30     |
| Bieg na 800 m             | Ebrahim al-Zofairi                                                                | 1:49,33   | Abdirahman Saeed Hassan                                                                         | 1:49,58   | Musaeb Abdulrahman Balla                                                                         | 1:49,68   |
| Bieg na 1500 m            | Kazuto Iizawa                                                                     | 3:42,83   | Mohamad Al-Garni                                                                                | 3:43,39   | Musab Adam Ali                                                                                   | 3:43,42   |
| Bieg na 3000 m            | Mohamad Al-Garni                                                                  | 7:55,25   | Keita Sato                                                                                      | 7:56,41   | Shadrack Kimutai Koech                                                                           | 7:59,84   |
| Bieg na 60 m przez płotki | Dawid Jefremow                                                                    | 7,65      | Chen Kuei-ru                                                                                    | 7,68      | Shuhei Ishikawa                                                                                  | 7,70      |
| Sztafeta 4 × 400 m        | Kazachstan Andriej Sokołow · Elnur Muchitdinow · Wiaczesław Zems · Michaił Litwin | 3:09,15   | Katar Hussein Ibrahim Issaka · Ismail Doudai Abakar · Femi Ogunode · Ammar Ismail Yahia Ibrahim | 3:09,26   | Tadżykistan Leonid Pronżenko · Mirsaid Mirzozoda · Mukhammadrizo Mirzozoda · Aleksandr Pronżenko | 3:34,45   |
| Skok wzwyż                | Ryoichi Akamatsu                                                                  | 2,28      | Woo Sang-hyeok                                                                                  | 2,24      | Majed El Dein Ghazal                                                                             | 2,24      |
| Skok o tyczce             | Husajn Asim Al Hizam                                                              | 5,45      | Seif Heneida                                                                                    | 5,35      | Patsapong Amsam-ang                                                                              | 5,35      |
| Skok w dal                | Lin Yu-tang                                                                       | 8,02      | Jeswin Aldrin                                                                                   | 7,97      | Zhang Mingkun                                                                                    | 7,92      |
| Trójskok                  | Fang Yaoqing                                                                      | 17,20     | Praveen Chithravel                                                                              | 16,98     | Yu Kyu-min                                                                                       | 16,73     |
| Pchnięcie kulą            | Tajinderpal Singh Toor                                                            | 19,49     | Karanveer Singh                                                                                 | 19,37     | Chen Xiaodong                                                                                    | 18,85     |
| Siedmiobój                | Yuma Maruyama                                                                     | 5801 pkt. | Keisuke Okuda                                                                                   | 5497 pkt. | Janry Ubas                                                                                       | 5246 pkt. |

### Kobiety
| Konkurencja               | 1. miejsce                                                                                  | Wynik     | 2. miejsce                                                                               | Wynik     | 3. miejsce              | Wynik     |
| ------------------------- | ------------------------------------------------------------------------------------------- | --------- | ---------------------------------------------------------------------------------------- | --------- | ----------------------- | --------- |
| Bieg na 60 m              | Farzaneh Fasihi                                                                             | 7,28      | Olga Safronowa                                                                           | 7,32      | Valentin Vanesa Lonteng | 7,37      |
| Bieg na 400 m             | Elina Michina                                                                               | 54,07     | Nguyễn Thị Huyền                                                                         | 54,67     | Sri Maya Sari           | 54,88     |
| Bieg na 800 m             | Wu Hongjiao                                                                                 | 2:06,85   | Ayano Shiomi                                                                             | 2:07,18   | Xinyu Rao               | 2:08,75   |
| Bieg na 1500 m            | Nguyễn Thị Oanh                                                                             | 4:15,55   | Yume Goto                                                                                | 4:19,29   | Akbajan Nurmamiet       | 4:21,31   |
| Bieg na 3000 m            | Caroline Chepkoech                                                                          | 9:01,98   | He Wuga                                                                                  | 9:03,43   | Yuma Yamamoto           | 9:09,29   |
| Bieg na 60 m przez płotki | Masumi Aoki                                                                                 | 8,01      | Jyothi Yarraji                                                                           | 8,13      | Chen Jiamin             | 8,15      |
| Sztafeta 4 × 400 m        | Kazachstan Adelina Achmietowa · Alieksandra Załubowska · Kristina Korjagina · Elina Michina | 3:41,67   | Uzbekistan Laylo Allaberganova · Kamila Mirsolieva · Malika Radzhabova · Farida Soliyeva | 3:51,39   | N/A                     | N/A       |
| Skok wzwyż                | Nadieżda Dubowicka                                                                          | 1,89      | Kristina Owczinnikowa                                                                    | 1,89      | Jelizawieta Matwiejewa  | 1,84      |
| Skok o tyczce             | Mayu Nasu                                                                                   | 4,00      | Pavithra Vengatesh                                                                       | 4,00      | Rosy Meena Paulraj      | 3,90      |
| Skok w dal                | Sumire Hata                                                                                 | 6,64      | Huang Yingying                                                                           | 6,43      | Darya Reznichenko       | 6,37      |
| Trójskok                  | Sharifa Davronova                                                                           | 13,98     | Mariko Morimoto                                                                          | 13,66     | Chen Ting               | 13,52     |
| Pchnięcie kulą            | Jeong Yu-sun                                                                                | 16,98     | Lee Soo-jung                                                                             | 16,45     | Eki Febri Ekawati       | 15,44     |
| Pięciobój                 | Yekaterina Voronina                                                                         | 4386 pkt. | Swapna Barman                                                                            | 4119 pkt. | Yuki Yamasaki           | 4078 pkt. |

## Klasyfikacja medalowa
Opracowano na podstawie materiałów źródłowych.
| Miejsce | Państwo          | Złoto | Srebro | Brąz | Razem |
| ------- | ---------------- | ----- | ------ | ---- | ----- |
| 1.      | Japonia          | 6     | 5      | 4    | 15    |
| 2.      | Kazachstan       | 6     | 3      | 3    | 12    |
| 3.      | Katar            | 2     | 4      | 2    | 8     |
| 4.      | Chiny            | 2     | 2      | 6    | 10    |
| 5.      | Uzbekistan       | 2     | 1      | 1    | 4     |
| 6.      | Indie            | 1     | 6      | 1    | 8     |
| 7.      | Korea Południowa | 1     | 2      | 1    | 4     |
| 8.      | Chińskie Tajpej  | 1     | 1      | 0    | 2     |
| 8.      | Wietnam          | 1     | 1      | 0    | 2     |
| 10.     | Arabia Saudyjska | 1     | 0      | 0    | 1     |
| 10.     | Bangladesz       | 1     | 0      | 0    | 1     |
| 10.     | Iran             | 1     | 0      | 0    | 1     |
| 10.     | Kuwejt           | 1     | 0      | 0    | 1     |
| 14.     | Hongkong         | 0     | 1      | 0    | 1     |
| 15.     | Indonezja        | 0     | 0      | 3    | 3     |
| 16.     | Filipiny         | 0     | 0      | 1    | 1     |
| 16.     | Syria            | 0     | 0      | 1    | 1     |
| 16.     | Tadżykistan      | 0     | 0      | 1    | 1     |
| 16.     | Tajlandia        | 0     | 0      | 1    | 1     |
| Razem   | Razem            | 26    | 26     | 25   | 77    |